# فيلقية مقدادية
فيلقية مقدادية (الاسم العلمي: Legionella micdadei) هي نوع من البكتيريا يتبع جنس الفيلقية من الفصيلة الفيالقية. وهي النوع الوحيد من الفيلقية الذي يمكنه صبغ صامد للحمض. وهي تصبغ الأشكال الخفيفة من الصامد للحمض ولكن تفقد هذه الخاصية عندما تنمو ضمن مستنبت. وهي عامل مسبب لمرض إلتهاب بيتسبرغ الرئوي. والأسم المرادف لهذا النوع هو تاتلوكيا مقدادية.